# 서식스 대학교

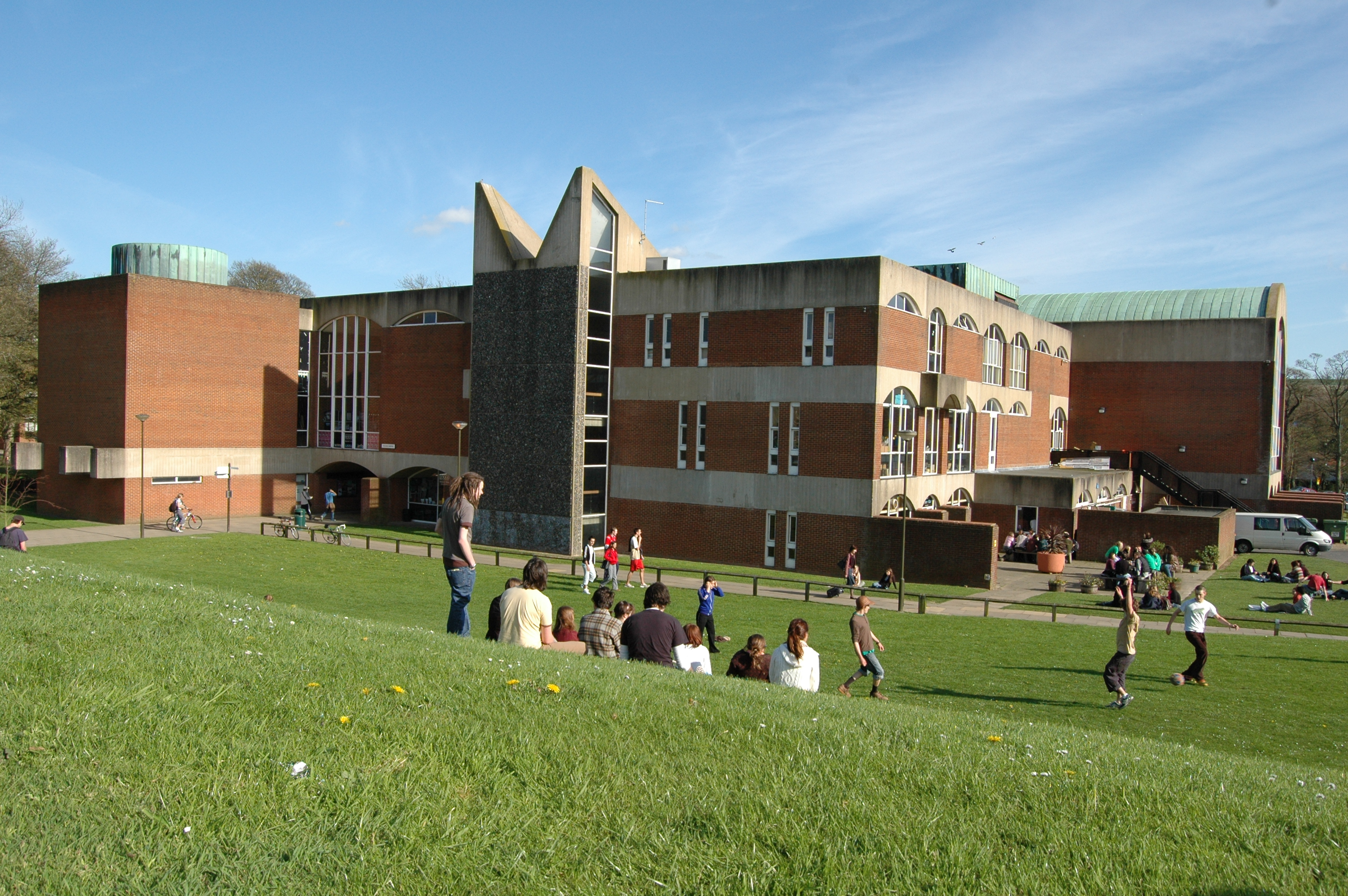
서식스 대학교

서식스 대학교(영어: University of Sussex)는 잉글랜드 이스트서식스주 팔머에 위치한 종합 대학교로, 1961년에 설립되었다.
타임스 고등교육 세계 대학 랭킹 2018에서 서식스 대학교는 147위를 하였다. 또한, 서식스 대학교는 인문 사회 학부로 유명하며, 개발 연구 프로그램은 QS 세계 대학 순위에서 전 세계적으로 1위에 올랐다.

## 같이 보기
- 영국의 대학 목록